# Dolichoneura convergens
Dolichoneura convergens är en fjärilsart som beskrevs av W. Warren 1904. Dolichoneura convergens ingår i släktet Dolichoneura och familjen mätare. Inga underarter finns listade i Catalogue of Life.